# أبولو (مركبة فضائية)

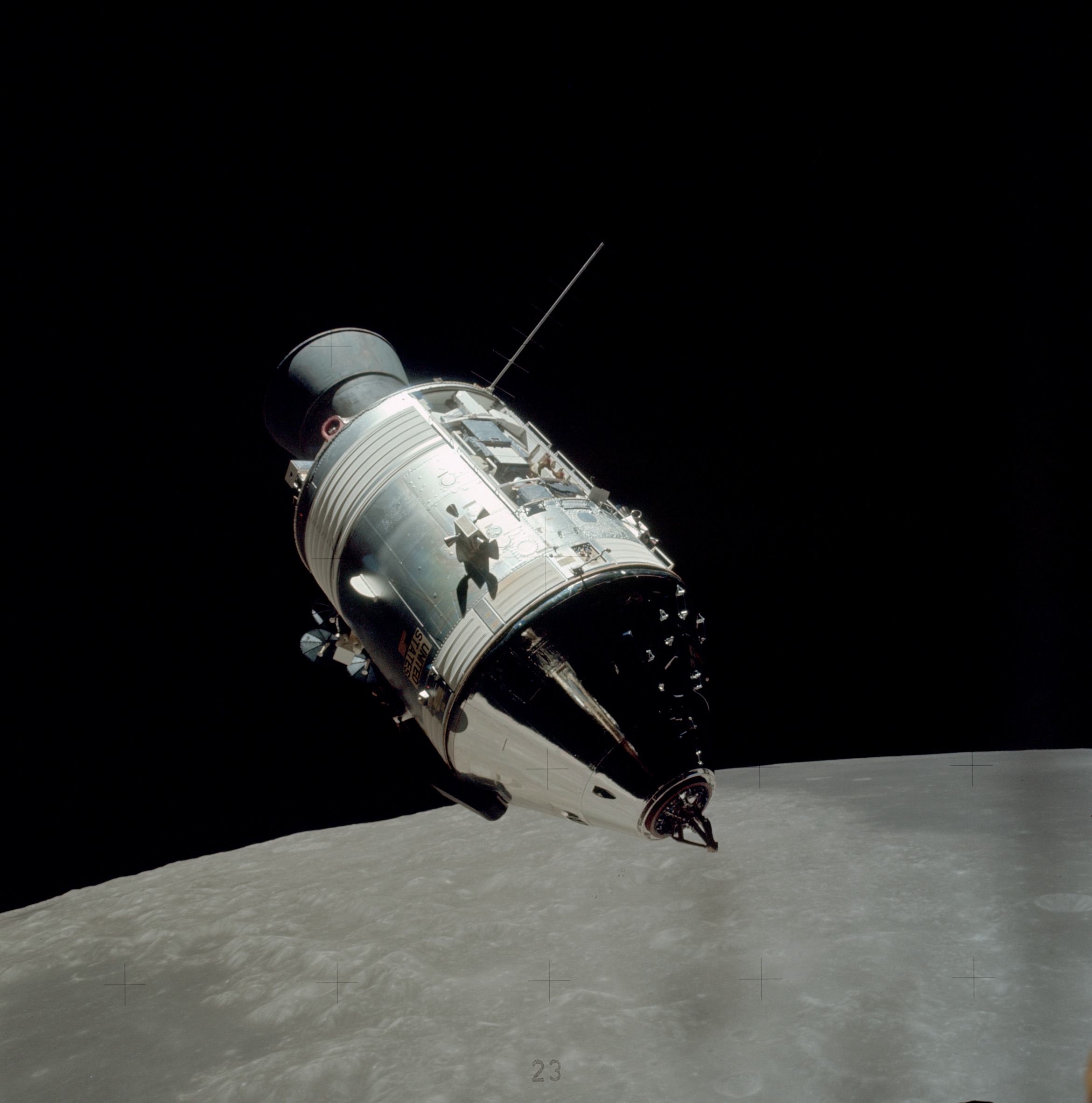

مركبة أبولو الفضائية (بالإنكليزية: The Apollo spacecraft)، مركبة فضائية تتكون من ثلاثة أجزاء صُممت بهدف إكمال برنامج أبولو الأمريكي للهبوط برواد الفضاء على سطح القمر مع نهاية ستينيات القرن العشرين، ثم العودة بهم بأمان إلى الأرض. تكونت المركبة الفضائية المستهلكة، التي تستخدم لمرة واحدة، من مركبة قيادة ووحدة خدمة مدمجة معها (CSM)، ووحدة أبولو القمرية (LM). أكمل مكونان إضافيان ربط مكونات المركبة المختلفة لتركيب مركبة أبولو الفضائية، وهما: واصلة المركبة الفضائية مع الوحدة القمرية (SLA) والتي صُممت لحماية الوحدة القمرية من الإجهاد الأيروديناميكي خلال الإطلاق ولوصل مركبة القيادة ووحدة الخدمة بالصاروخ ساتورن، ونظام الهروب من الإطلاق (LES) لحمل الطاقم داخل مركبة القيادة بأمان بعيدًا عن الصاروخ عند وقوع حالات طوارئ الإطلاق.
كان هذا التصميم قائمًا على أسلوب الالتقاء الفضائي في المدار القمري: إذ تُرسل مركبتان فضائيتان ملتحمتان إلى القمر ليدخلا في مدار قمري. وتظل مركبة القيادة ووحدة الخدمة في المدار، بينما تنفصل عنها الوحدة القمرية لتهبط على سطح القمر. التقت المركبتان، بعد انتهاء الرحلة القمرية، في المدار القمري والتحمتا معًا مرةً أخرى، ثم أعادت مركبة القيادة ووحدة الخدمة الطاقم إلى الأرض. كانت مركبة القيادة الجزء الوحيد من مركبة أبولو الفضائية الذي عاد مع الطاقم إلى سطح الأرض.
تخلص الصاروخ من نظام الهروب من الإطلاق بعد وصوله إلى النقطة التي أصبح فيها هذا النظام بلا فائدة خلال عملية الإطلاق، وظلت واصلة المركبة الفضائية مع الوحدة القمرية مرتبطةً بالمرحلة العليا للصاروخ. حملت صواريخ ساتورن 1ب مركبتين غير مأهولتين، ومركبةً مأهولةً، من نوع مركبة القيادة ووحدة الخدمة، بالإضافة إلى مركبة غير مأهولة من نوع الوحدة القمرية في مهمات أبولو المتجهة إلى المدار الأرضي المنخفض. وأطلقت الصواريخ الأضخم من نوع ساتورن 5 مركبتين غير مأهولتين من نوع مركبة القيادة ووحدة الخدمة إلى المدار الأرضي المرتفع في رحلات اختبارية، ومركبةً مأهولةً من نفس النوع في بعثة قمرية، ومركبة أبولو الفضائية الكاملة إلى المدار الأرضي المنخفض في بعثة مأهولة، بالإضافة إلى ثماني بعثات قمرية مأهولة. أُطلقت أربع مركبات من نوع مركبة القيادة ووحدة الخدمة، بعد انتهاء برنامج أبولو الفضائي، على متن الصاروخ ساتورن 1ب في ثلاث بعثات مدارية أرضية إلى محطة سكاي لاب الفضائية، وفي مشروع أبولو-سويوز التجريبي.

## مركبة القيادة ووحدة الخدمة
كان الجزء الرئيسي من مركبة أبولو الفضائية مركبةً تضم بداخلها ثلاثة أشخاص ومصممةً للتحليق المداري الأرضي، والدخول في مسار إلى القمر، والتحليق المداري القمري، والعودة إلى الأرض. وتكونت هذه المركبة من مركبة القيادة المدعومة بوحدة الخدمة، والمُشيدة بواسطة شركة نورث أمريكان لصناعة الطائرات (شركة نورث أمريكان روكويل لاحقًا).

### مركبة القيادة (CM)
كانت مركبة القيادة مركز التحكم بمركبة أبولو الفضائية، ومكان المعيشة الخاص بالطاقم المكون من ثلاثة أفراد. تحتوي هذه المركبة على مقصورة الطاقم الرئيسية والمحافظة على الضغط الجوي، ومقاعد للطاقم، ولوحة التحكم وعدادات المركبة، ونظام التوجيه والملاحة والتحكم الرئيسي (PGNCS)، وأنظمة الاتصالات، ونظام التحكم البيئي للمركبة، والبطاريات، والدرع الحراري، ونظام التحكم الرد فعلي للتحكم بوضعية المركبة، وباب أمامي للرسو والالتحام، وباب جانبي، وخمس نوافذ، ونظام استعادة للمركبة بالمظلات. كانت هذه المركبة الجزء الوحيد من مركبة أبولو/ساتورن الفضائية الذي عاد إلى الأرض سليمًا.

### وحدة الخدمة (SM)
كانت وحدة الخدمة غير محافظة على الضغط الجوي، واحتوت على محرك خدمة الدفع، والمادة الدافعة ذات الاشتعال التلقائي لإدخال المركبة إلى المدار القمري وإخراجها منه، ونظام التحكم الرد فعلي للتحكم بوضعية المركبة وإعطائها القدرة على الإزاحة، وخلايا الوقود مع متفاعلات الهيدروجين والأكسجين، وأجهزة المشعاع لتفريغ الحرارة الناتجة بالمركبة إلى الفضاء، وهوائي عالي الكسب. استُخدم الأكسجين في التنفس أيضًا، وأنتجت خلايا الوقود مياه الشرب والتحكم البيئي بالمركبة. وحملت هذه الوحدة أيضًا، في بعثات أبولو 15، و16، و17 حزمةً من الأجهزة العلمية، مع آلة تصوير لإعداد الخرائط، بالإضافة إلى قمر اصطناعي فرعي صغير لدراسة القمر.
شغل كل من المادة الدافعة والمحرك الصاروخي الرئيسي جزءًا كبيرًا من وحدة الخدمة. وضع هذا المحرك، الذي يتميز بقدرته على إعادة التشغيل عدة مرات، مركبة أبولو الفضائية في المدار القمري وأخرجها منه، واستُخدم في إجراء بعض التصحيحات بالمسار في منتصف الرحلة بين الأرض والقمر.
ظلت وحدة الخدمة متصلةً بمركبة القيادة خلال المهمة. وتخلصت مركبة القيادة منها قبل الدخول إلى الغلاف الجوي للأرض.

### الوحدة القمرية (LM)
كانت وحدة أبولو القمرية مركبةً منفصلةً صُممت للهبوط على سطح القمر، ثم العودة مرةً أخرى إلى المدار القمري، وتعتبر أول «مركبة فضائية» حقيقية؛ إذ إنها طارت بمفردها في الفراغ الفضائي. تكونت هذه الوحدة من مرحلة نزول ومرحلة صعود. وفرت هذه الوحدة أنظمة دعم الحياة بما يكفي لرائدي فضاء لمدة تبلغ أربعة إلى خمسة أيام في بعثات أبولو 15، و16، و17. صُممت المركبة وصُنعت بواسطة شركة طائرات غرومان.
احتوت مرحلة النزول على عُدة الهبوط، وهوائي رادار الهبوط، ونظام الدفع الخاص بالنزول، والوقود الخاص بالهبوط على القمر. واحتوت أيضًا على عدة مقصورات للبضائع استُخدمت في حمل حزم أجهزة أبولو العلمية للسطح القمري (ALSEP)، وناقل المعدات التركيبي (MET) وهو عربة معدات يسحبها رواد الفضاء يدويًا استُخدمت في بعثة أبولو 14، والعربة القمرية (في بعثات أبولو 15، و16، و17)، وآلة تصوير تلفازية للسطح، وأدوات خاصة بالسطح، وصناديق لجمع العينات القمرية.
احتوت مرحلة الصعود على مقصورة للطاقم، ولوحات لعدادات المركبة، وباب/منفذ علوي للرسو والالتحام، وباب أمامي، وأنظمة توجيه بصرية وإلكترونية، ونظام تحكم رد فعلي، وهوائيات للرادار والاتصالات، ومحرك صاروخي للصعود، ومادة دافعة تكفي لعودة المركبة إلى المدار القمري لتلتقي في الفضاء بمركبة القيادة ووحدة الخدمة.